# Yotuel Romero

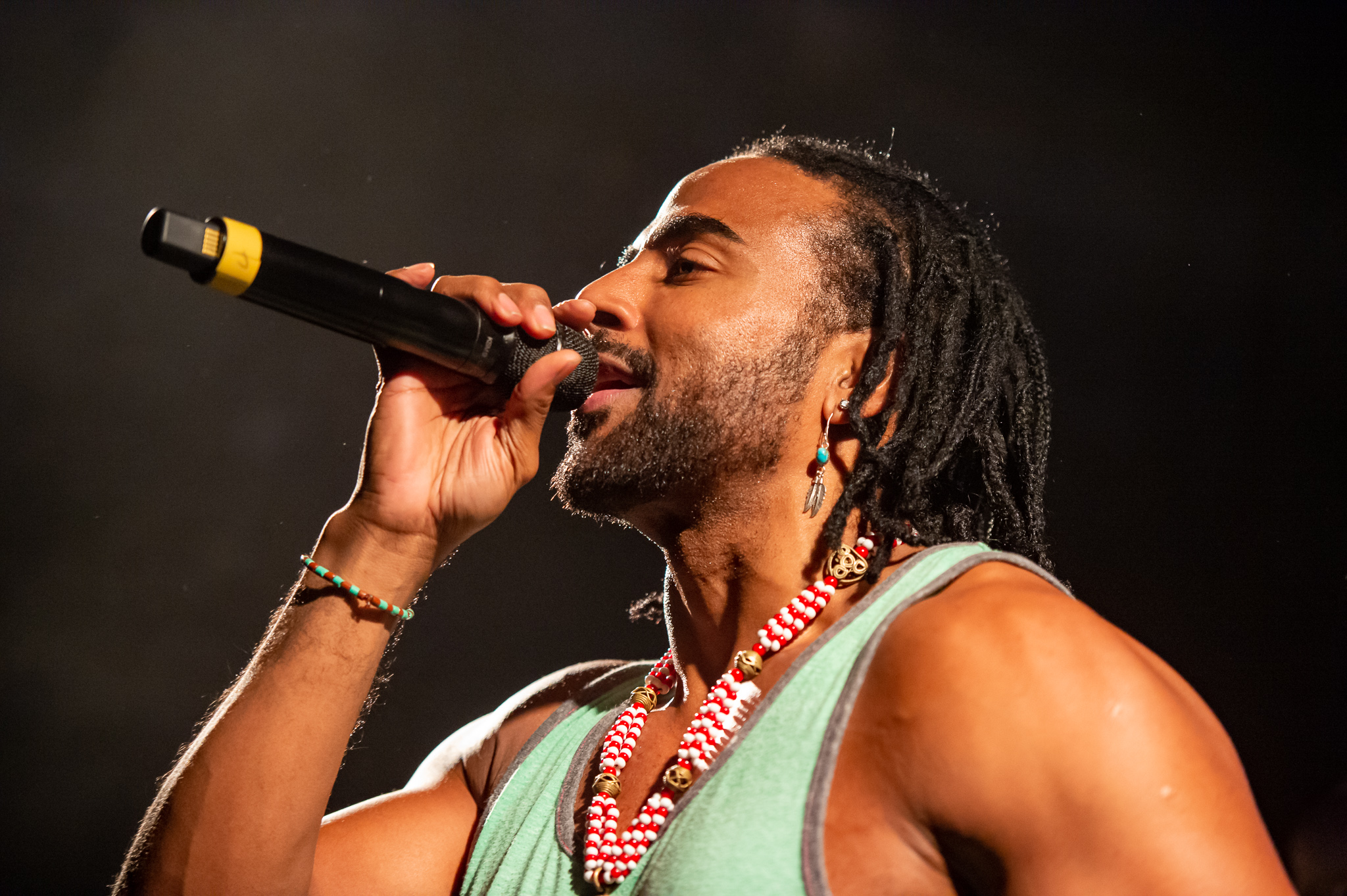
Yotuel 2020 beim Orishas-Konzert in Nürnberg

Yotuel Omar Romero Manzanares (* 6. Oktober 1976 in Havanna), besser bekannt unter seinem Künstlernamen Yotuel, ist ein kubanischer Liedermacher und Schauspieler. Vor seiner Solokarriere war er Lead-Sänger der Orishas. Weltweit als Einzelperson wahrgenommen wurde er durch das politische Lied Patria y Vida (Vaterland und Leben), das spätestens seit den Antiregierungsprotesten im Juli 2021 in ganz Kuba zu einem politischen Slogan gegen die von Fidel Castro geprägte Parole Patria o muerte (Vaterland oder Tod) wurde. Darin werden Forderungen nach einem Ende der Diktatur und Freiheit für das kubanische Volk thematisiert.

## Leben und Wirken
Yotuel Romero wurde 1976 im hauptstädtischen Stadtteil Vedado geboren. Sein Vorname entstammt einem Streit seiner Eltern, die sich nicht auf einen Namen einigen konnten, so fanden sie zuletzt einen Kompromiss und setzten seinen Namen aus den spanischen Wörtern yo, tu, el (ich, du, er) zusammen, sozusagen Mutter (ich/yo), Vater (du/tu), Sohn (er/el).
Romeros musikalische Karriere begann 1995 mit der Gruppe Amenaza (Bedrohung). Deren Songtexte handeln von Rassismus, Identitätsproblemen von Mulatten und den alltäglichen Schwierigkeiten des Lebens in Kuba. Aufgrund mangelnder Plattenverträge gründete sich die Gruppe neu und wurde zu den Orishas, die dann auch, unter anderem auch mit Unterstützung der kubanischen Regierung, wovon viele andere Künstler nicht einmal zu träumen wagen, den internationalen Durchbruch schaffte.
2003 siedelte Yotuel nach Spanien über, wo er sich zunächst als Model und Darsteller populärer Fernsehserien, wie La casa de los líos oder Un Paso Adelante betätigte. Während der Dreharbeiten zur letztgenannten Serie lernte er die spanische Sängerin und Schauspielerin Beatriz Luengo kennen und lieben. Im Jahr 2008 heirateten sie. Fortan gab es zahlreiche gemeinsame musikalische Projekte, die vor allem in Lateinamerika erfolgreich waren.
Angesichts der in Folge von Misswirtschaft, Corona-Pandemie und des während der Trump-Ära wieder verschärften US-Embargos kumulierten politischen und sozialen Probleme schrieb Yotuel das Lied Patria y Vida (Vaterland und Leben), das im Februar 2021 veröffentlicht wurde und in Kuba sofort starke Popularität erlangte. Während der spontanen landesweiten Proteste am 11. Juli 2021 wurde der Titel des Liedes quasi zum neuen Wahlspruch der Unzufriedenen. Seitdem erhält der Sänger nach eigenen Angaben sowohl millionenfache Zustimmung, als auch zahlreiche Diffamierungen von Anhängern des kubanischen Regimes, die ihn unter anderem als „Terrorist“ beschimpfen. Das Lied wurde 2021 zweifach mit dem Latin Grammy ausgezeichnet.
Yotuel lebt heute mit seiner Ehefrau und den zwei gemeinsamen Kindern in Madrid.

## Diskografie

### Orishas
- Siehe Orishas#Diskografie

### Album
- Suerte (2013)

### Single
- Madre (2021)
- Fría, Duett mit Enrique Iglesias (2024)

## Filmografie

### TV-Serien
- La casa de los líos
- Cuando yo sea grande (Peruanisches Fernsehen)
- Un Paso Adelante (deutscher Titel: Dance – Der Traum vom Ruhm)
- Cafetería Manhattan
- Hospital Central
- Un, dos, tres (Pavel)

### Kinofilme
- Color Habana
- Perfecto amor equivocado
- El Baile de San Juan

### Dokumentationen
- Patria y Vida: The Power of Music

## Auszeichnungen
- 2009: Latin Grammy (Bester Song – Alternative)
- 2015: Latin Grammy (Song des Jahres)
- 2021: Latin Grammy (Song des Jahres, Bester Urban Song)